# مارینا شکرمانکوا
مارینا شکرمانکوا (به انگلیسی: Maryna Shkermankova) (زاده ۹ آوریل ۱۹۹۰) وزنه بردار اهل بلاروس است. مدال برنز وی در بازی‌های المپیک تابستانی ۲۰۱۲ به دلیل دوپینگ از وی پس گرفته شد.